# Акатово (Ступинский район)
Акатово — деревня в Ступинском районе Московской области в составе Аксиньинского сельского поселения (до 2006 года — Большеалексеевский сельский округ).

## Название
Упоминается в материалах Генерального межевания 1774 г. как Агатово. В документе 1811 г. Окатово, в 1852 г. и позже Акатово. Название от распространённого личного имени Акат (Окат).

## География
Расположено на севере района, на безымянном ручье бассейна реки Северка, высота центра деревни над уровнем моря — 145 м. Ближайшие населённые пункты: Беспятово южнее, на другом берегу ручья и Марьинка — примерно в 2 км на северо-запад.

## Население
| 2002 | 2006 | 2010 |
| ---- | ---- | ---- |
| 0    | →0   | →0   |

## Инфраструктура
Акатово на 2015 год — населённый пункт без официального населения, фактически крупный дачный посёлок: в деревне 12 улиц, 3 переулка, 1 проезд и 4 СНТ.